# Guineu voladora de Nova Caledònia

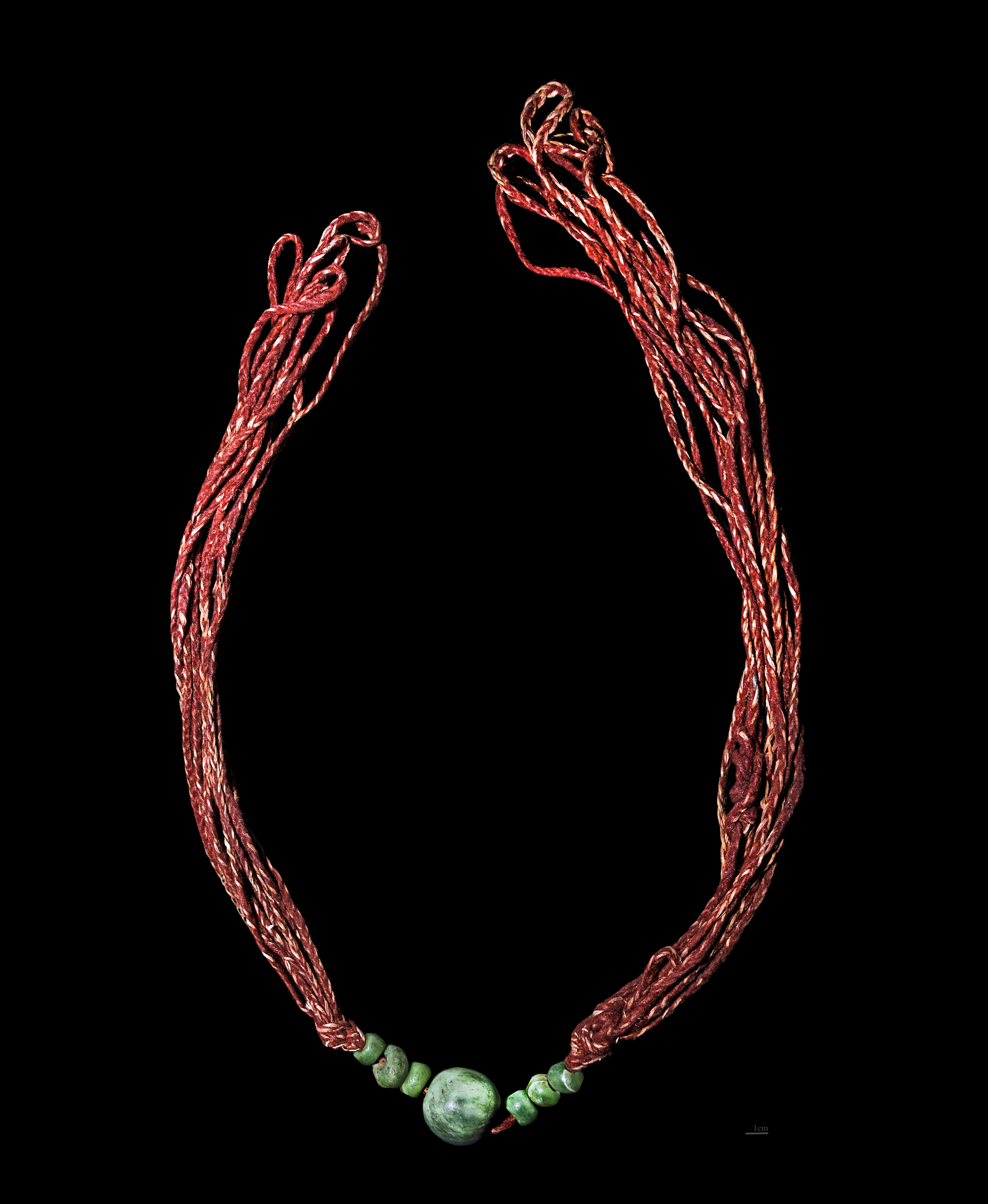
Collar de pell de guineu voladora de Nova Caledònia

La guineu voladora de Nova Caledònia (Pteropus vetulus) és una espècie de ratpenat de la família dels pteropòdids. És endèmica de Nova Caledònia. El seu hàbitat natural són els boscos humits tropicals primaris i secundaris. Està greument amenaçada per la caça furtiva i la destrucció d'hàbitat.